# Thérèse Goldschmidt
Thérèse Goldschmidt est née en Allemagne en 1873 au sein d'une famille bourgeoise juive. Afin de fuir l'antisémitisme, cette dernière quitte l'Allemagne en 1882 pour s'installer à Bruxelles. Elle a joué un rôle crucial dans la mise en place de la formation et du soutien des infirmières et pour de nombreuses œuvres sociales dans le domaine des soins de santé en Belgique.

## Biographie
En 1898, Thérèse se convertit au protestantisme et épouse Paul Hymans, juif anversois également converti. Paul Hymans est un homme politique libéral influent ayant occupé de nombreuses fonctions de premier plan (au parti libéral, au gouvernement belge et à la SDN).
Thérèse a mis à profit l' important réseau de relations du couple pour soutenir ou fonder des oeuvres à caractère social. Dès 1907, elle fait ainsi partie du comité des dames de l'école belge d'infirmières diplômées. Ensuite, sa vie durant, elle s'occupera d'améliorer le sort des infirmières. Et se soucie ainsi à partir de 1916 de créer pour elles une association d'aide. Elle fonde donc avec l'aide de la Croix Rouge et d'autres femmes la Famille de l'infirmière, qui se constitue en ASBL en 1921. L'association dispose d'un club qui fournit aux infirmières, en général contraintes à l'internat, un lieu convivial. Elle organise aussi un home de repos (Les Voiles blancs) et offre un bureau de placement gratuit.
Parallèlement, Goldschmidt met sur pied une société coopérative pour construire une maison dédiée aux infirmières; le home est inauguré en 1924 à Bruxelles. L'ASBL crée ensuite deux maisons de repos pour infirmières (en 1933 et en 1950). Elle participe également à un projet de mutualité qui donne naissance aux Mutualités des infirmières et travailleuses sociales. Avec d'autres femmes, elle crée en 1919 l'Association des infirmières - visiteuses qu'elle préside et qui prélude à l'école d'infirmières qui sera intégrée à l'ULB en 1935. Elle participe aussi à la création de la maison des étudiantes de l'ULB ainsi qu'à une cité des filles, également l'ULB.
Parallèlement elle a fait en sorte de rassembler des fonds pour les oeuvres sociales libérales, par exemple en organisant un grand gala annuel. Elle s'occupe aussi d'un versant artistique, les Promenades artistiques, qui tente d'allier le culturel et le sociale attribuant l'argent récolté à des oeuvres. 
D'autre part, elle se soucie des enfants et noue dans cette perspective des contacts où elle officie entre autres au sein de la Fondation Solidarité libérale internationale ou du conseil supérieur de l'ONE. Inlassablement active socialement, elle présidera en outre le Service des soins à domicile pour indigents et l'Aide aux mères pauvres.
Elle met un terme à ses activités en 1954, pour raisons de santé et décède en 1963.